# 克魯格電報
克魯格電報是1896年1月3日，德皇威廉二世發給南非川斯瓦共和國總統克魯格的電報，祝賀他擊退來自英國控制的開普殖民地的詹姆森入侵。此電報使英德關係惡化。
|  | 我向你表達誠摯的賀忱，你與你的人民不假外力支援，成功地以自己的力量驅逐入侵貴國的武裝部隊，抵抗異國侵略，維持了國家的獨立。 |